# Victor-Joseph Doutreloux
Victor-Joseph Doutreloux (Chênée, 18 mei 1837 - Luik, 24 augustus 1901) was de 86e rooms-katholieke bisschop van Luik. Hij werd op 1 augustus 1875 gewijd als coadjutor met opvolgingsrecht in het bisdom Luik en volgde in 1879 Mgr de Montpellier op. Doutreloux leidde het bisdom tot zijn dood in 1901.

## Biografie

### Jeugd en opleiding
Doutreloux was een kind uit een gezin met bescheiden inkomsten. De jonge Victor werd wees op 7-jarige leeftijd en om die reden voedde zijn nonkel langs moeders kant hem op. Die oom was priester in Nederlands Limburg en leerde Victor de eerste beginselen van de christelijke godsdienst.
Vervolgens studeerde Victor aan het Maria-Theresiacollege in Herve. Vermits hij priester wenste te worden, ging hij (na de voltooiing van zijn middelbare studies) verder met een opleiding filosofie in het kleinseminarie van Sint-Truiden. Voor de studie van de theologie, voorafgaand aan het priesterschap, liet hij zich inschrijven in het seminarie van Luik.
Aangezien Doutreloux een begaafd student was, stuurde de geestelijke overheid hem naar de Gregoriaanse Universiteit in Rome, om hem daar zijn studie van de theologie te laten afwerken. Hij werd er op 23 februari 1861 priester gewijd.

### Loopbaan
De eerste functie die hem na zijn wijding werd toebedeeld, was het ambt van onderdirecteur in het "Sint-Quirinuscollege" te Hoei. Spoedig nadien, in 1863, bevorderde men hem tot directeur van het kleinseminarie "Sint-Rochus" te Ferrières.
Twee jaar later, anno 1865, werd Doutreloux directeur van het kleinseminarie van Sint-Truiden waar hij in zijn jeugd zelf gestudeerd had. En zes jaar verder, in 1871, gelastte men hem met de belangrijke taak van voorzitter in het seminarie van Luik.
Bisschop Théodore de Montpellier stelde Doutreloux in 1874 aan als vicaris-generaal. Het is ongetwijfeld ingevolge diens voorstel, dat Doutreloux door paus Pius IX op 15 juli 1875 benoemd werd als coadjutor met opvolgingsrecht. Spoedig daarna wijdde bisschop de Montpellier zijn vertrouweling als titulair bisschop van Geras.
Doutreloux nam als devies de woorden van Sint-Paulus uit de eerste brief aan de Korintiërs: « Caritas aedificat » (« Liefde bouwt op » : 1Kor. 8:1).

### Bisschop van Luik
Victor-Joseph Doutreloux was 42 toen hij, bij de dood van Théodore de Montpellier, op 24 augustus 1879 de prestigieuze zetel van Sint-Lambertus in Luik bezette. Deze benoeming was een belangrijke ommekeer vermits het prinsbisdom Luik (destijds sedert ongeveer een eeuw uit het politiek toneel verdwenen) in de jaren 1800 nog steeds een aristocratisch karakter behield. Doutreloux was er de eerste bisschop afkomstig uit een bescheiden milieu.
Als leider van dit bisdom, dat omstreeks 1246 initiatiefnemer was voor de viering van Sacramentsdag, steunde Doutreloux actief de internationale eucharistische congressen.

### Sociaal engagement
Vooral door zijn zeer progressieve maatschappelijke betrokkenheid gaf Mgr Doutreloux gestalte aan zijn bisdom en aan de kerk in België. Met de Italiaanse priester Giovanni Bosco (stichter van de orde der Salesianen), onderhield hij vanaf 1883 contacten. Hij vroeg aan Don Bosco, enkele jaren voor diens dood, een weeshuis in Luik te willen oprichten. De opening ervan gebeurde op 8 december 1891, bijna drie jaar na Don Bosco's overlijden. Zodoende was het Sint-Jan-Berchmans-weeshuis in Luik de eerste Salesianeninstelling in België.
In 1886, 1887 en 1890 organiseerde Doutreloux in het Sint-Servaas-college te Luik drie belangrijke congressen die tot doel hadden een antwoord te vinden op wat toen de "arbeiderskwestie" werd genoemd. Door de opgewekte belangstelling brachten de katholieke sociale principes beweging in de christendemocratie, hetgeen onder meer plaatselijk leidde tot een instelling voor sociale bekommernis, met de naam: "École de Liège" (School van Luik).
Wegens zijn inzet kreeg Doutreloux het pseudoniem "bisschop van de arbeiders". Mettertijd organiseerde hij andere activiteiten ten gunste van armen en werkkrachten, zoals bijvoorbeeld Doutreloux's steun aan Theofiel Reyn (1860 - 1941) en aan diens Aalmoezeniers van de Arbeid.
In België was Mgr Doutreloux de voorbode van de sociale leer zoals vooropgesteld door paus Leo XIII in diens encycliek Rerum Novarum (1891). Doutreloux zelf schreef aan de geestelijkheid van zijn bisdom een lange pastorale brief in verband met de arbeiderskwestie (14 januari 1894), die meer verregaand was dan de pauselijke tekst, eventuele bezwaren weerlegde en een dringende uitnodiging was om de sociale leer van Leo XIII in de praktijk te brengen.

### Laatste levensjaren

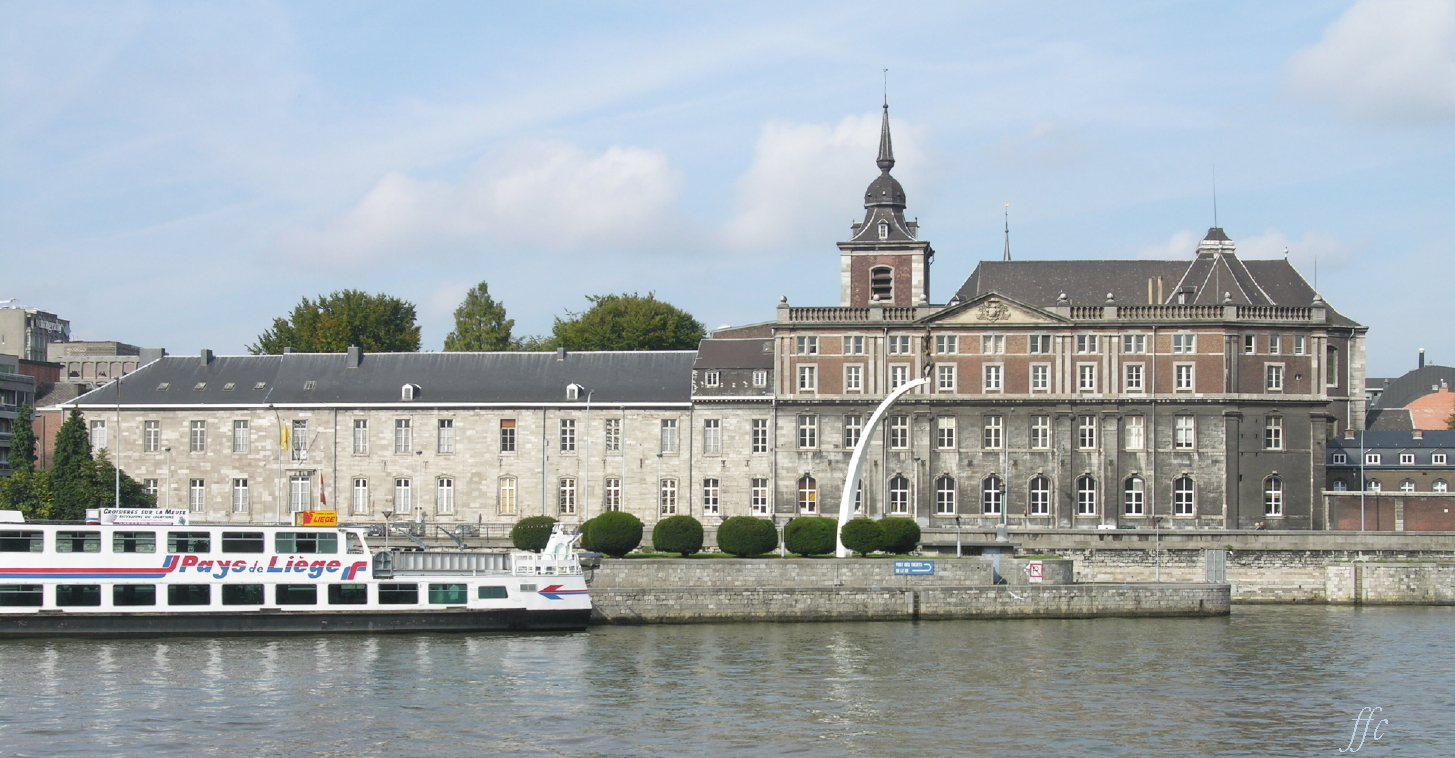
Seminarie en bisschoppelijk paleis te Luik

Doutreloux's sociale betrokkenheid creëerde hem ook tegenstanders in conservatieve katholieke kringen. Hij werd er geconfronteerd met ernstige moeilijkheden en moest het hoofd bieden aan lastercampagnes. Steeds strevend naar eenheid binnen de gelovige gemeenschap, spande hij zich in voor harmonie in de diverse verenigingen en tendensen binnen zijn bisdom. Teneinde diepere verdeeldheid tussen de gelovigen te voorkomen temperde hij -met het toenemen van zijn leeftijd- zijn innovatieve ijver die hij gedurende de voorgaande jaren van zijn episcopaat had getoond.
Victor-Joseph Doutreloux stierf in Luik op zaterdag 24 augustus 1901, na zich gedurende meer dan 40 jaren ten dienste te hebben gesteld van de Kerk. Zijn invloed op het sociaal katholicisme in België op het einde van de 19e en bij het begin van de 20e eeuw was diepgaand.